# Habib Koité
Habib Koité (Thiès, 27 gennaio 1958) è un cantautore e polistrumentista maliano.

## Stile musicale

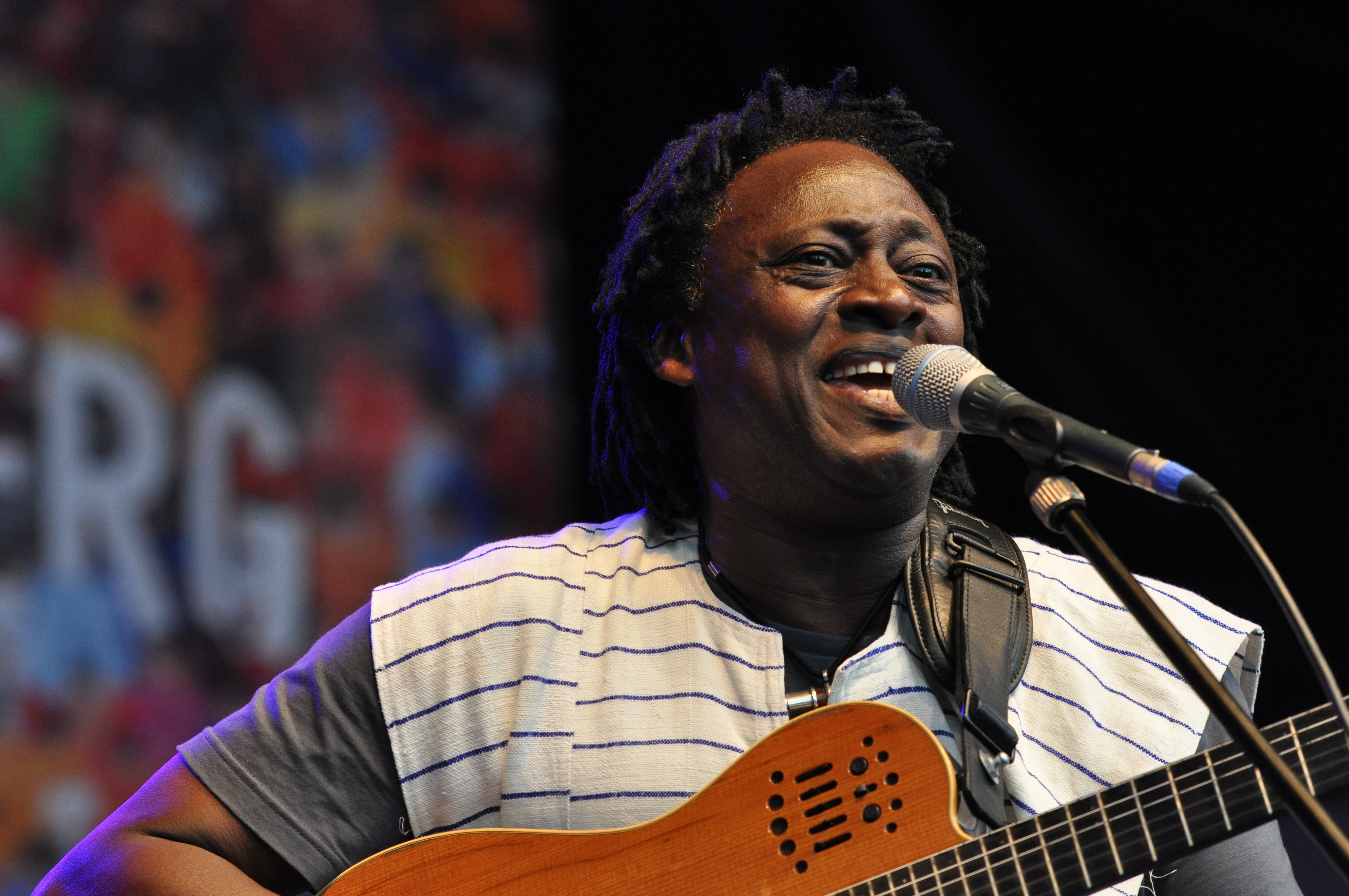
Haibib Koité nel 2014

Lo stile di Habib Koité è caratterizzato dall'uso di scale blues e pentatoniche e arrangiamenti flamenco, mentre il suo cantato è piuttosto rilassato e calmo.
Con i Bamada suona svariati strumenti come la: batteria il basso, violino e armonica a bocca.
Koitè compone e arrangia tutte le sue canzoni, canta in francese, inglese, spagnolo e bambara.
Nel 2012 ha partecipato al Festival au désert, importante manifestazione musicale africana che si tiene nei pressi di Timbuktu.

## Discografia
- Muso Ko, (1995)
- Ma Ya, (1998)
- Baro, (Putumayo World Music 2001)
- Live!, (2004)
- Afriki, (Cumbancha Records 2007)
- Brothers in Bamako , con Eric Bibb (2012)
- Soô (2014)
- Kharifa (2019)